# Ninón Sevilla
Ninón Sevilla (* 10. November 1921 in Havanna, Kuba; † 1. Januar 2015 in Mexiko-Stadt, Mexiko), geboren als Emelia Pérez Castellanos, war eine kubanisch-mexikanische Schauspielerin, Tänzerin und Sängerin.

## Leben
Sevilla wurde in Centro Habana, einem beliebten Stadtteil von Havanna, geboren und wuchs dort auf. In ihrer Jugend dachte sie daran, Missionarin zu werden, doch nachdem sie erfolgreich in Nachtclubs und Cabarets getanzt hatte, entschied sie sich für eine Karriere im Showgeschäft. Sie nahm ihren Künstlernamen als Hommage an die legendäre französische Kurtisane Ninon de Lenclos an und begann, im Chor der kubanischen Komiker Mimí Cal und Leopoldo Fernández zu arbeiten, die als „Nananina“ bzw. „Tres Patines“ bekannt waren.

## Karriere
Sevilla kam als Teil einer Show mit der argentinischen Sängerin Libertad Lamarque nach Mexiko. Ihr Auftritt in der Show war so erfolgreich, dass sie bald in anderen Shows in Mexiko-Stadt gebucht wurde. Während sie im Teatro Lírico auftrat, sah der Produzent Pedro Arturo Calderón Sevilla auf der Bühne und bot ihr einen Filmvertrag an. Ihr Kinodebüt gab sie 1946 in Carita de Cielo mit María Elena Marqués und Antonio Badú. Von diesem Moment an wurde Sevilla zum exklusiven Star von Producciones Calderón, und obwohl sie Angebote von Metro-Goldwyn-Mayer und Columbia Pictures hatte, lehnte sie diese ab, da sie nicht an einer Arbeit in Hollywood interessiert war.
Obwohl Sevilla von Anfang an durch die Exzentrik ihrer Frisuren und Kleider auffiel, war es Regisseur Alberto Gout, der sie als eine der ultimativen erotischen Figuren des mexikanischen Kinos etablierte und sie in legendären Filmen wie Entfesselte Moral (1949) und Opfer der Leidenschaft (1950) führte. Neben der Regie von Gout in Mujeres sacrificadas (1952) und In Rio verschwunden (1953) arbeitete sie auch mit Emilio Fernández „El Indio“, der sie in einem der besten Filme ihrer Karriere, dem Klassiker Verbotene Straße (1951), inszenierte; Julio Bracho in Nimm mich in deine Arme (1954); Gilberto Martinez Solares in Mulata (1954) und der Komödie Club de Señoritas (1956); und Alfredo B. Crevenna in Yambaó (1956).
Im Genre Rumberas-Film internationalisierte Ninón Sevilla die Ikone der Rumbera wie keine andere ihrer Kolleginnen: Sie war der perfekte Archetyp in mehreren Filmen, in denen eine „gefallene Frau“ durch den Tanz in Würde gebracht wurde. Sie inszenierte die zahlreichen Choreografien ihrer Filme und war die erste Darstellerin, die Handlungen aus Santeria-Ritualen in ihren Filmen einführte. Auf dem Höhepunkt ihrer Karriere arbeitete sie mit großen Persönlichkeiten des lateinamerikanischen Kinos wie Joaquín Pardavé, Andrea Palma, Fernando Soler, Pedro Armendáriz, Anita Blanch, Agustín Lara, Domingo Soler, David Silva, Rita Montaner, Ramón Gay, Tito Junco, Andrés Soler, Roberto Cañedo, Fanny Kauffma, René Cardona, Pedro Vargas, Toña la Negra, das Trio Los Panchos, sowie Kiko Mendive und Pérez Prado.
Bis 1950 hatte Ninón Sevilla ihren Status als Sexsymbol gefestigt und war ein Superstar. Ihr Erfolg führte dazu, dass sie in Ländern wie Brasilien und Frankreich anerkannt wurde. 1955 schrieb der spätere französische Regisseur François Truffaut in einer Kritik über Llévame en tus brazos:

“Is Ninón dancing for glory? No way, never. It is quite clear Ninón is dancing for pleasure!”

„Tanzt Ninón für den Ruhm? Auf keinen Fall, niemals. Es ist ganz klar, dass Ninón zum Vergnügen tanzt!“

Mit dem Niedergang des Goldenen Zeitalters des mexikanischen Kinos zog sich Ninón Sevilla aus der Branche zurück, kehrte aber 1981 unter der Regie von Mario Hernández in dem Film Noche de Carnaval zurück, für den sie den Silbernen Ariel als Preis für die beste Schauspielerin des Jahres erhielt.
Ninón Sevilla debütierte 1965 im Fernsehen mit einer kleinen Rolle in der Telenovela Juicio de almas, die von Ernesto Alonso produziert wurde. Nach dem Wiederaufschwung ihrer Karriere wurde sie 1987 eingeladen, in der Seifenoper Die wilde Rose an der Seite von Verónica Castro zu spielen. Sie war in zahlreichen Nebenrollen in verschiedenen Fernsehserien zu sehen, u. a. in María la del Barrio (1995), Rosalinda (1999) und Qué bonito amor (2012).
2014 wurde Ninon Sevilla von der Academia Mexicana de Artes y Ciencias Cinematográficas und der Cineteca Nacional für ihre Karriere und ihren Einfluss auf das nationale Kino gewürdigt.

## Persönliches Leben
Ninon Sevilla hatte eine lange Beziehung mit dem Filmproduzenten Pedro Arturo Calderón. Schließlich heiratete sie den kubanischen Arzt José Gil. Als Gil starb, begann sie eine neue Beziehung und bekam ihren einzigen Sohn, den Musiker Genaro Lozano.
Sevilla starb am 1. Januar 2015 im Alter von 93 Jahren.

## Auszeichnungen
- 1982 Premio Ariel der AMACC in Silber als beste Schauspielerin für Noche de carnaval

## Filmographie (Auswahl)

### Spielfilme
- 1946: Carita de Cielo
- 1948: Señora Tentación
- 1949: Revancha
- 1950: Entfesselte Moral (Aventurera)
- 1951: Verbotene Straße (Victimas del Pecado)
- 1951: Opfer der Leidenschaft (Sensualidad)
- 1952 Mujeres sacrificadas
- 1953: In Rio verschwunden (Aventura en Río)
- 1954: Nimm mich in deine Arme (Llévame en tus brazos)
- 1954: Mulata
- 1955: Club de señoritas
- 1957: Yambaó (Yambaó)
- 1959: Mujeres de fuego (1959)
- 1981: Noche de carnaval
- 1984: Viva el chubasco
- 1985: El cabaretero y sus golfas
- 1987: Hoy como ayer
- 1988: Jóvenes delincuentes
- 1989: Rumbera caliente

### Telenovela
- 1964: Juicio de almas
- 1984: Mie dstino eres tú
- 1987: Die wilde Rose
- 1989: Cuando llega el amor
- 1991: Yo no creo en los hombres
- 1992: Las secretas intenciones
- 1995: María, la del barrio
- 1998:  La usurpadora
- 1999: Rosalinda
- 2000: El precio de tu amor
- 2002: Entre el amor y el odio
- 2004: Amarte es mi pecado
- 2008: Central de abasto
- 2012: Qué bonito amor

## Bibliographie
- Fernando Muñoz Castillo: Las Reinas del Tropico: María Antonieta Pons, Meche Barba, Amalia Aguilar, Ninón Sevilla & Rosa Carmina. Grupo Azabache, Llamar 1993.  ISBN 968-6084-85-1
- Las Rumberas del Cine Mexicano. In SOMOS. México: Editorial Televisa, Mexiko-Stadt 1999
- Rogelio Agrasánchez Jr.: Bellezas del cine mexicano/Beauties of Mexican Cinema. Archivo Fílmico Agrasánchez, Guadalajara 2001. ISBN 968-5077-11-8